# Zomerhuis met zwembad
Zomerhuis met zwembad is een roman van Herman Koch uit 2011.
Het boek gaat over een huisarts Marc Schlosser die vanwege een medische fout voor de Medische Tuchtraad moet verschijnen.

## Inhoud
Een huisarts, genaamd Marc Schlosser, vertrekt met zijn gezin op vakantie en loopt daar een patiënt van hem tegen het lijf. De patiënt, een bekende acteur met de naam Ralph Meier, huurt een zomerhuis met zwembad niet ver van hen vandaan. Hij nodigt Marc en zijn gezin uit om er ook te verblijven en Marc gaat maar al te graag op zijn voorstel in. In het zomerhuis logeert nog een ander koppel – vrienden van Ralph en zijn vrouw. 
In de vakantiewoning verblijven nu Ralph, zijn vrouw en hun twee zonen, het andere koppel en Marc, zijn vrouw en hun twee dochters. De vakantiegangers luieren aan het zwembad, bezoeken afgelegen stranden of steden en gaan iedere avond uit eten of doen zich te goed aan lekkere vis op de barbecue. Zo verstrijken enkele dagen. 
Op een doodgewone avond, wanneer het gezelschap zich naar het strand begeeft, splitsen Julia – de oudste dochter van Marc – en Alex – de oudste zoon van Ralph – zich af van de rest. Na enkele uren wordt Marc ongerust, omdat ze niet terugkeren. Hij vindt zijn dochter niet veel later bewusteloos in het zand liggend. Julia blijkt verkracht te zijn en het gezin Schlosser besluit onmiddellijk huiswaarts te keren. Julia beweert zich niets van het voorval te herinneren, maar Marc wil weten wie dit gedaan heeft. Hij verdenkt niet Alex – die ongedeerd terugkeerde –, maar wel zijn vader van dit vreselijk vergrijp. Marc had al gemerkt dat Ralph wel graag naar andere vrouwen kijkt en zelfs ook naar zijn jonge dochters. Hij spreekt hem erover aan, maar Ralph ontkent resoluut. Na het verblijf in het zomerhuis verwatert het contact, tot Ralph plots in de wachtzaal van Marc zit. Hij heeft een gezwel op zijn bovenbeen en wil dat laten controleren. Marc ziet meteen dat het erg gevaarlijk is, maar – uit wrok vanwege zijn dochter – beweert dat er niets aan de hand is en schrijft hem wat medicatie voor. 
Enkele maanden later wordt Ralph ernstig ziek.Niet veel later sterft Ralph aan de gevolgen van de dodelijke ziekte, die ook het gezwel veroorzaakte. Vlak voor zijn overlijden vertelt Ralph wat zijn zoon Alex hem toevertrouwde. Alex had verteld dat Julia met een man had afgesproken op het strand en dat hij haar verkrachtte. Hij was de monteur voor een waterlekkage in het zomerhuis, daar zag Julia hem voor het eerst. De foute behandeling en het overlijden van Ralph zorgen ervoor dat Marc voor de Medische Tuchtcollege moet verschijnen.
Het boek bevat 52 hoofdstukken.

## Personages
| Personage          | Opmerking                    |
| ------------------ | ---------------------------- |
| Marc Schlosser     | Hoofdpersoon/Ik-persoon      |
| Ralph Meier        | Hoofdpersoon/Acteur          |
| Caroline Schlosser | Vrouw van Marc               |
| Judith Meier       | Vrouw van Ralph              |
| Julia Schlosser    | Dochter van Marc             |
| Lisa Schlosser     | Dochter van Marc             |
| Alex Meier         | Zoon van Ralph               |
| Thomas Meier       | Zoon van Ralph               |
| Stanley Forbes     | Filmregisseur die Ralph kent |
| Emmanuelle         | Vriendin van Stanley         |
| Vera               | Moeder van Judith            |